# Cristina Marcos

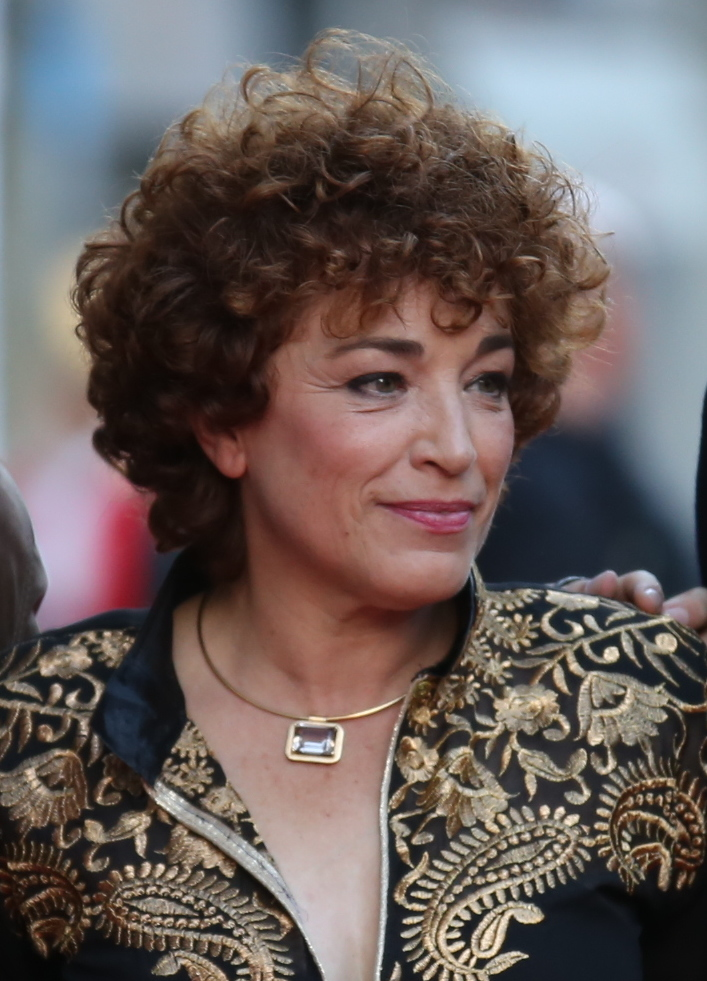
Cristina Marcos

Cristina Marcos (* 19. Dezember 1963 in Barcelona) ist eine spanische Schauspielerin. 
Für ihre Rolle in Todos los hombres sois iguales gewann Marcos 1995 den Goya als beste Hauptdarstellerin. Für ihre Rolle in Pedro Almodóvars Melodram High Heels war sie 1992 als beste Nebendarstellerin nominiert.

## Filmografie (Auswahl)
- 1989: Continental
- 1991: High Heels (Tacones lejanos)
- 1993: Das rote Eichhörnchen (La ardilla roja)
- 1994: Todos los hombres sois iguales
- 1996: Verliebt, vertauscht, verheiratet (Pon un hombre en tu vida)
- 1998: Insomnio
- 2001: Sin noticias de Dios
- 2006: Alatriste
- 2008: Chefs Leckerbissen (Fuera de carta)
- 2009: La isla interior